# Terme (Pinell de Solsonès)
Terme és una masia de Pinell de Solsonès (Solsonès) inclosa a l'Inventari del Patrimoni Arquitectònic de Catalunya.

## Situació
Està situada a 693 m d'altitud a la part central del terme municipal, a les planes que s'estenen a la carena del vessant dret de la rasa del Puit, indret on abunden els camps de conreu i, en conseqüència, sovintegen les masies.

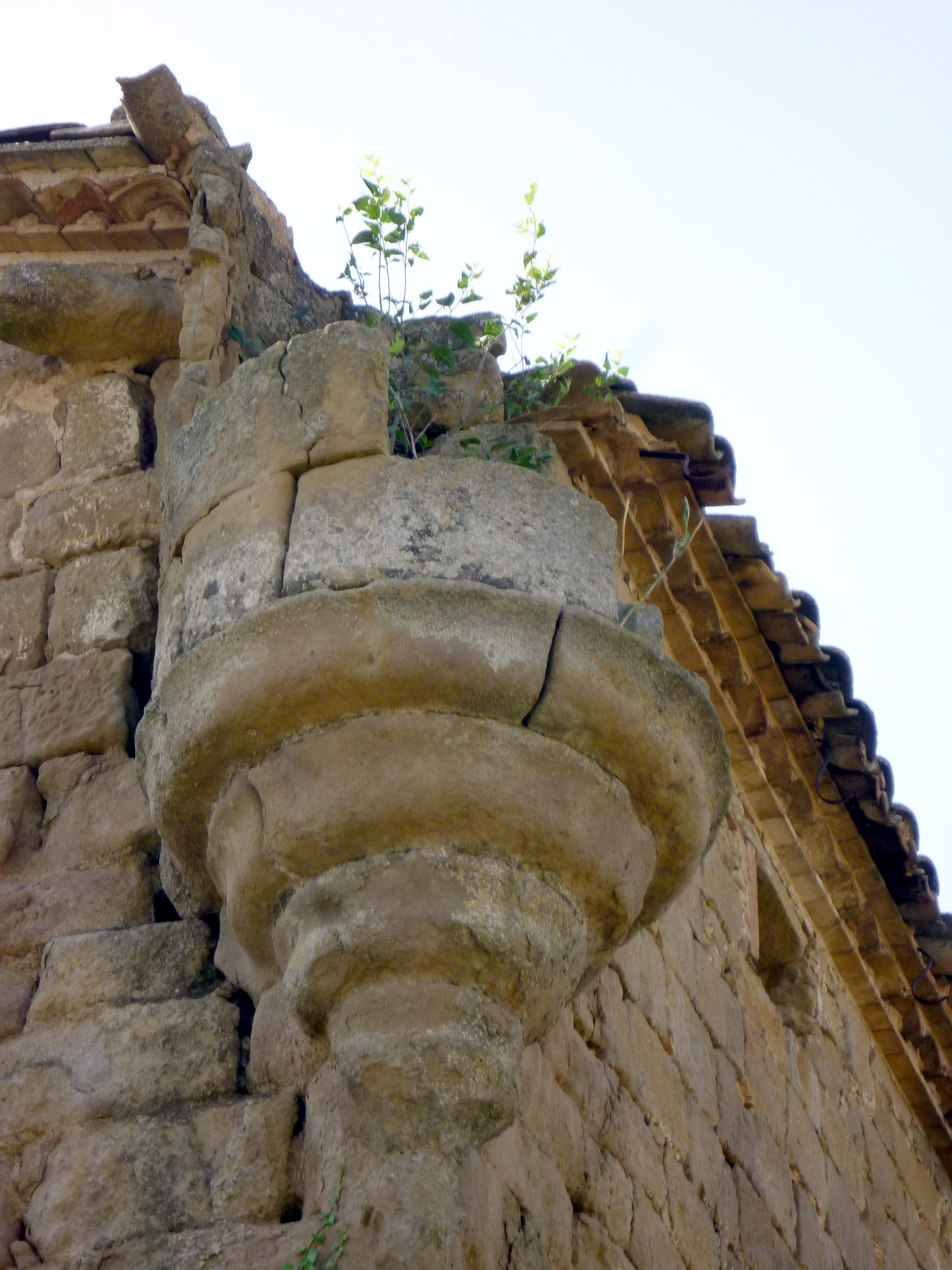
Torreta

S'hi va des de la carretera asfaltada C-149a (de Solsona - els Colls - Sanaüja). Al km. 16 (41° 57′ 06″ N, 1° 22′ 18″ E / 41.951587°N,1.371631°E) es pren, cap al sud, la pista, no senyalitzada, que hi mena. La masia està a uns 400 metres. Al trencall s'hi pot arribar, també, des de Sanaüja (13 km.).

## Descripció
Edifici de grans dimensions de planta rectangular amb teulada a doble vessant. Consta de planta baixa, dos pisos i golfes. Totes les obertures són allindades i algunes de les finestres tenen l'ampit de pedra motllurat. La llinda de la porta principal té la data 1620. El celler està cobert amb volta de pedra. A la cantonada nord-oest hi ha una torreta, mig derruïda, amb la base cònica formada per anelles en degradació.
La masia està en franca ruïna i envaïda per la vegetació.